# اس‌ام‌اس گرادنز
اس‌ام‌اس گرادنز (به انگلیسی: SMS Graudenz) یک کشتی بود که طول آن ۱۴۲٫۷ متر (۴۶۸ فوت ۲ اینچ) بود. این کشتی در سال ۱۹۱۳ ساخته شد.